# Osservatorio astronomico dell'Università del Punjab
L'Osservatorio astronomico dell'Università del Punjab è un osservatorio astronomico del Pakistan, situato a Lahore presso il Campus Quaid-i-Azam dell'Università del Punjab. L'osservatorio è gestito dal Dipartimento di Scienze Spaziali della medesima Università.

## Storia
L'osservatorio è stato fondato nel 1932 dal governo coloniale britannico ed è il più antico del Pakistan. Dalla data della sua istituzione è stato gestito dalla Facoltà di fisica dell'Università del Punjab, che nel 1965 è stata trasferita nel nuovo Campus Quaid-i-Azam. Nel 1985, in conseguenza del rapido sviluppo dell'esplorazione spaziale, l'Università del Punjab ha deciso di avviare un programma accademico riguardante le scienze spaziali: di conseguenza, il Dipartimento di Astronomia è stato riorganizzato come Dipartimento di Scienze Spaziali e trasformato in un istituto di ricerca autonomo. Da allora, l'Osservatorio astronomico è passato sotto il controllo del Dipartimento di Scienze Spaziali.
L'Osservatorio astronomico dell'Università del Punjab è dotato di un telescopio rifrattore da 18 cm e di due telescopi più piccoli e costituisce uno dei laboratori didattici del Dipartimento di Scienze Spaziali.